# Didier Raoult
Didier Raoult, född 12 mars 1952 i Dakar i dåvarande Franska Västafrika, nuvarande Senegal, är en fransk infektionsläkare och mikrobiolog, som specialiserat sig på tropiska infektionssjukdomar. 
Didier Raoults far var militärläkare och hans mor sjuksköterska. Han växte upp i Afrika och, från 1961, i Marseille. I sin ungdom var han under två år till sjöss från 17 års ålder efter att ha hoppat av skolan. Han studerade först litteraturhistoria och kinesiska med en kandidatexamen 1972. Han utbildade sig därefter till läkare med examen 1981 och disputerade i mikrobiologi på Université d'Aix-Marseille i Montpellier i Frankrike maj 1985. Han genomförde också studier på Center for Disease Control i Atlanta i Georgia i USA 1983.
Didier Raoult är idag chef för forskningsinstitutet IHU – Mediterranée Infection (l'institut hospitalo-universitaire en maladies infectieuses de Marseille) i Marseille.
Han har gjort sig känd som antikonformist och bildstormare, bland annat med en bok 2010 som kritiserar Charles Darwins utvecklingslära.

## Mimivirus och mamavirus
Mimivirus upptäcktes av en händelse 1992 inne i amöban Acanthamoeba polyphaga vid forskning on legionellosis av forskare från Marseille och Leeds. Viruset observerades vid Gramfärgning och togs då av misstag för en Gram-positiv bakterie. En forskargrupp från Université d'Aix-Marseille under Didier Raoult publicerade 2003 en artikel i Science i vilken den tidigare upptäckta mikroorganismen omdefinierades till ett virus, vilket fick namnet mimivirus (för "mimicking microbe"), eftersom den bär sig åt som en bakterie vid infärgning enligt Gram-metoden.

Samma forskargrupp, som upptäckte mimiviruset, upptäckte senare ett något större virus, som döptes till mamavirus, samt Sputnik virophage, som kan infektera detta.

## Kontroversialitet beträffande behandling mot Covid-19
Didier Raoult har aktivt förespråkat behandling mot  Covid-19 med hydroxiklorokin kombinerat med antibiotika, vilket varit kontroversiellt inom fackkretsar, eftersom det saknats vetenskapligt tillräckligt belagda studier som stöder hans påstående om positiva resultat. Hans uppfattning i frågan fick i mars 2020 stor spridning i USA efter det att den amerikanske presidenten Donald Trump uttalat sitt uttryckliga stöd för en sådan behandling, utan att i sin tur haft stöd av USA:s federala smittskyddsmyndighet för detta.

## Privatliv
Han gifte sig 1982 med psykiatern Natacha Caïn (född 1960). Paret har två döttrar.